# Klym Artamonov
Klym Ihorovyč Artamonov (in ucraino Клим Ігорович Артамонов?; Kerč', 5 novembre 1993) è un ex cestista e allenatore di pallacanestro ucraino.